# Pimpernelroest
De pimpernelroest (Xenodochus carbonarius) is een autoecische roestschimmel die behoort tot de familie Pucciniaceae. De schimmel vormt alleen aecia en telia op pimpernel.

## Kenmerken
Aecia
De aecia zitten in opgezwollen, purperen vlekken op de achterkant van het blad in tot één cm grote, oranje groepjes. Ze komen ook voor op de bladstelen. De oranje, 18 - 24 μm grote aeciosporen hebben een wrattige wand. De parafysen zijn knotsvormig.
Telia
De zwarte, kussenvormige, 2-4 mm grote telia zitten op de voor- en achterkant van het blad en zijn al vroeg niet meer door de epidermis bedekt. De bruine, gladde  teliosporen bestaan uit snoeren van 3-22 ronde cellen met tussen de cellen duidelijke vernauwingen. Ze zijn tot 300 µm lang en 24-28 µm breed en hebben een 3 µm dikke wand. De steel is kort. Elke cel in het bovenste gedeelte heeft twee, tegenoverelkaar liggende kiemporen.

## Verspreiding
De pimpernelroest komt voor in Europa en Japan. In Nederland is hij zeer zeldzaam.

## Foto's

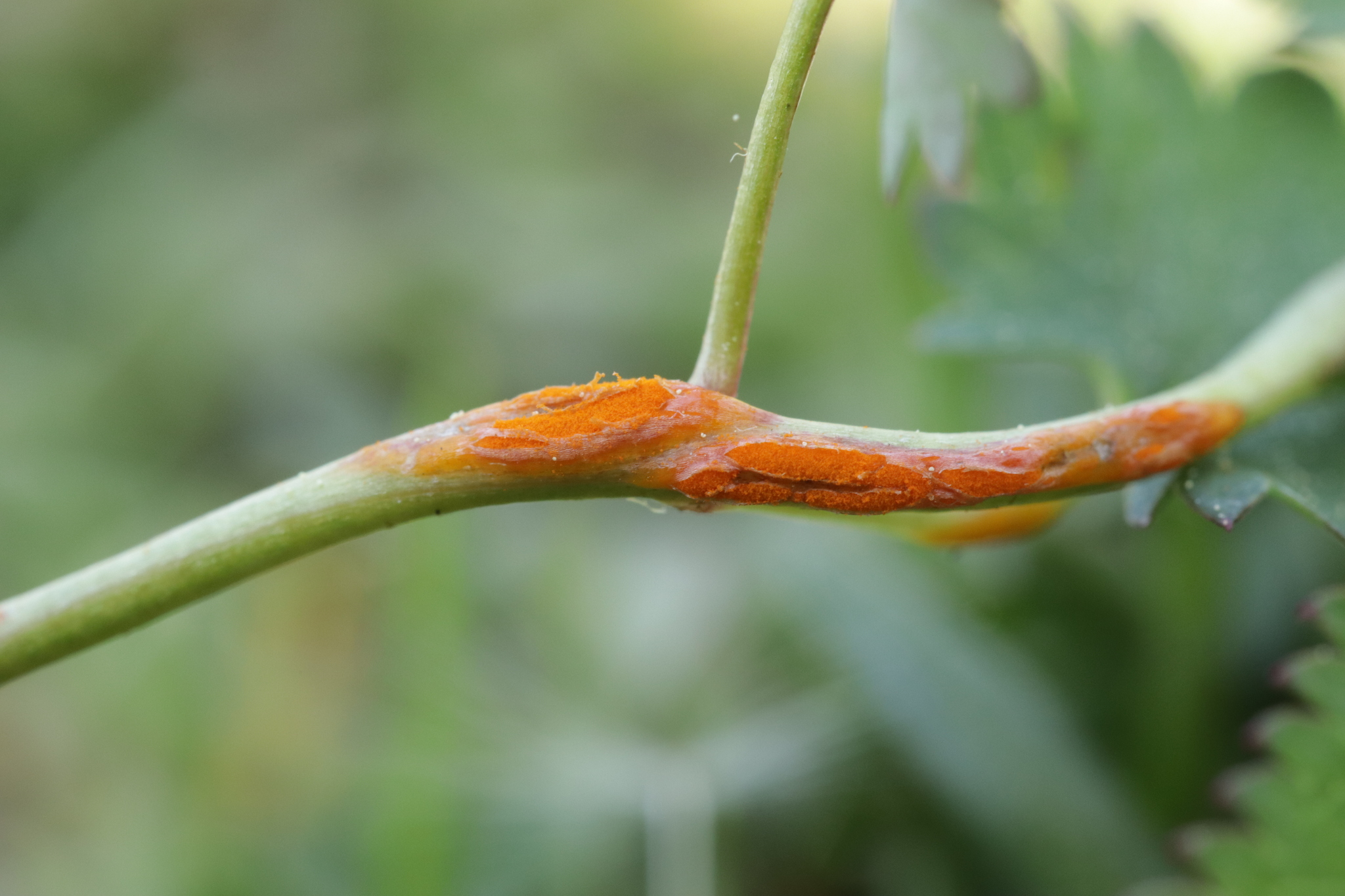
Aecia op grote pimpernel
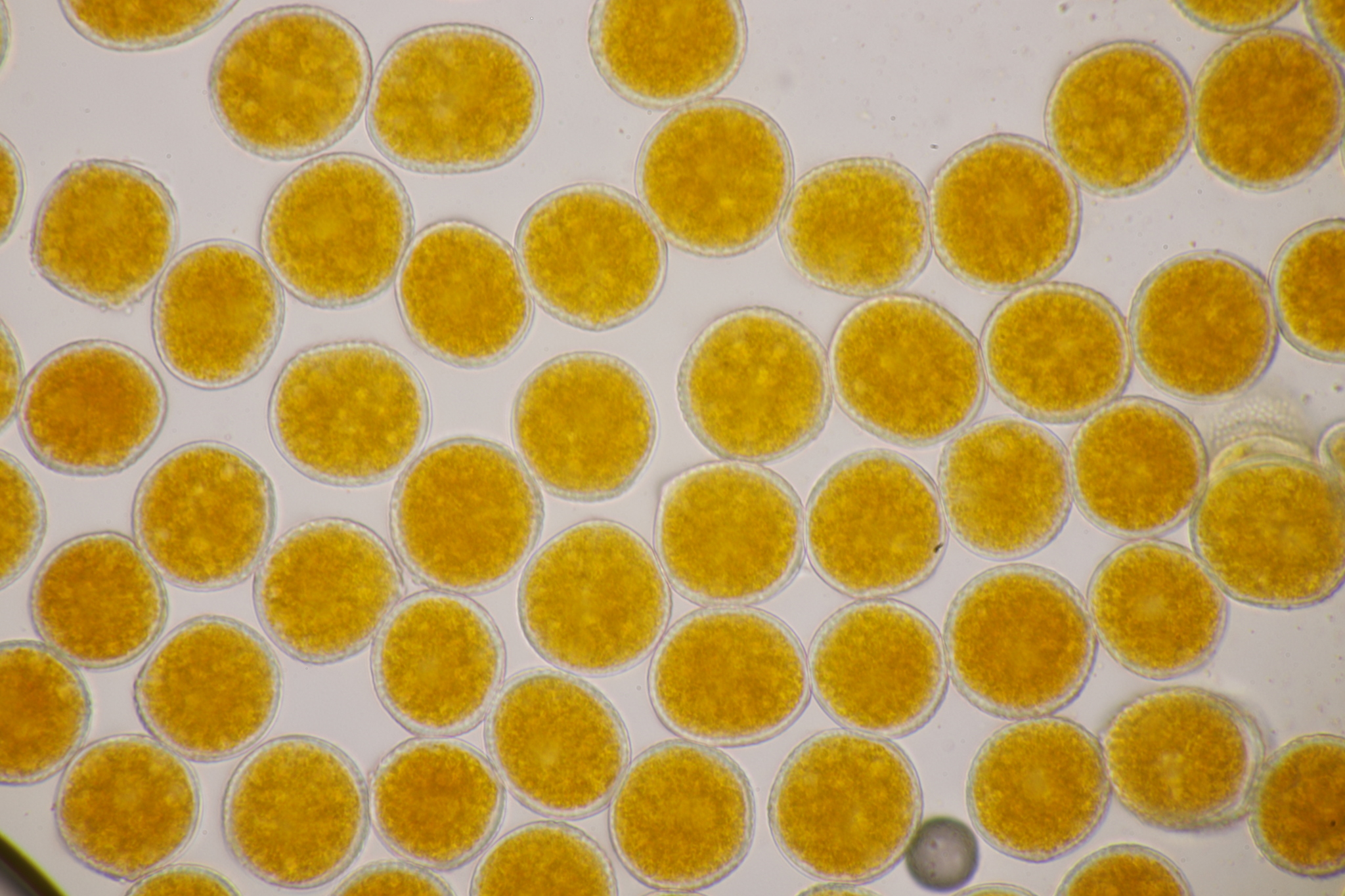
Aeciosporen
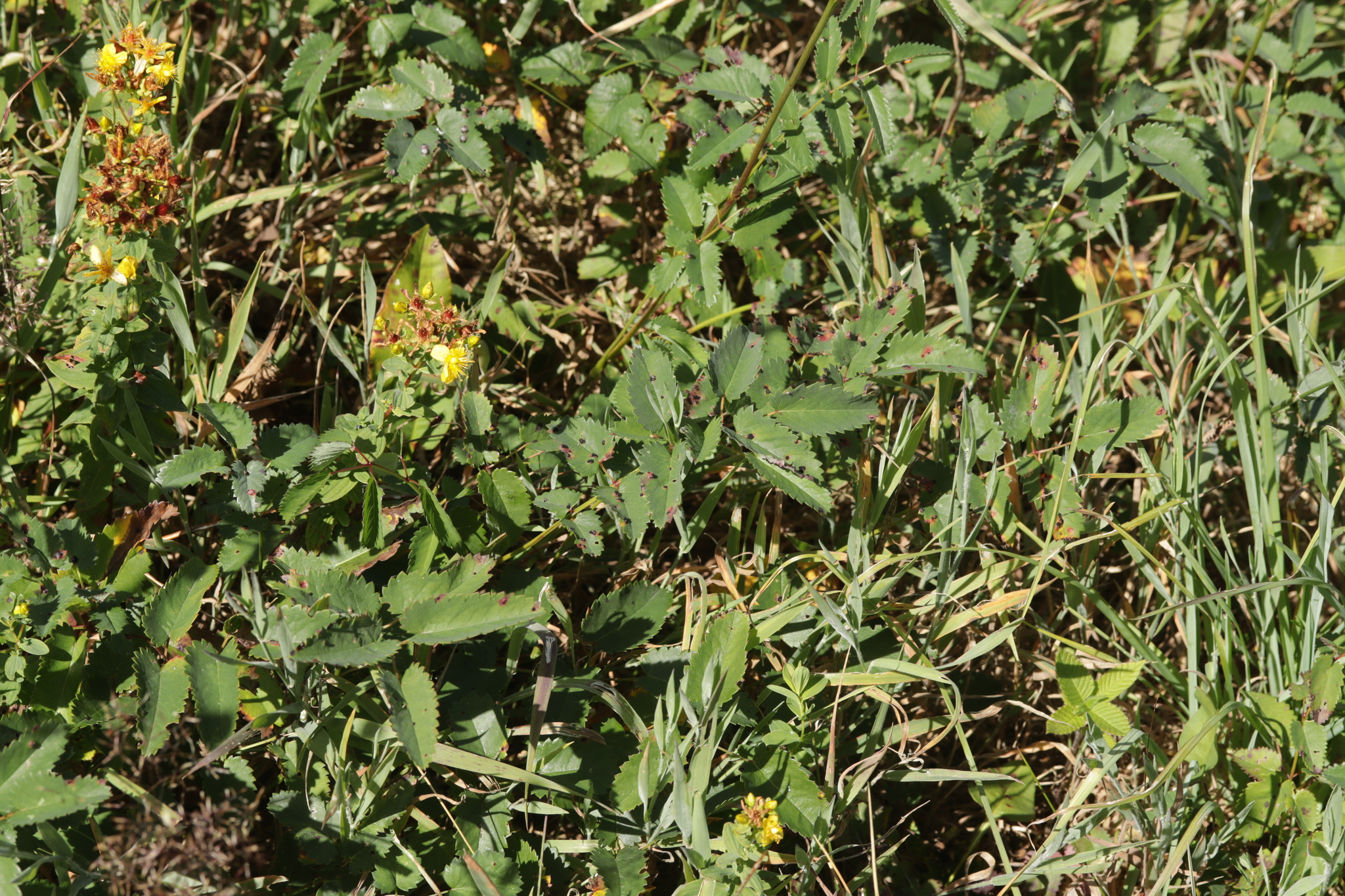
Telia op grote pimpernel
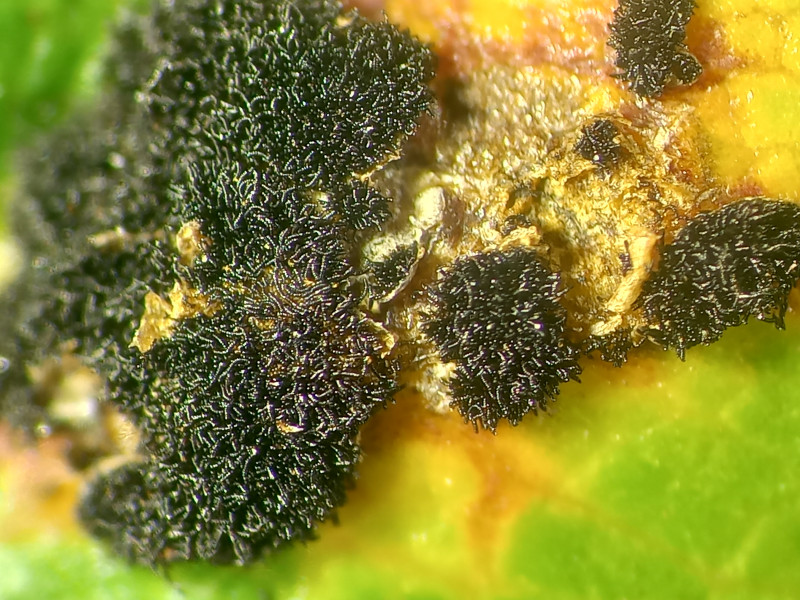
Telia
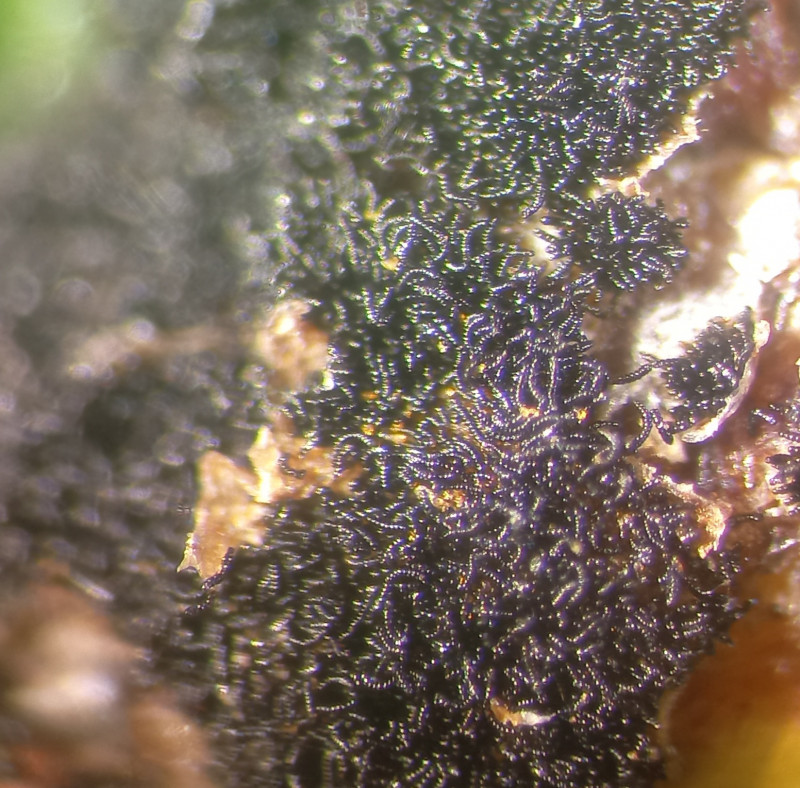
Telia
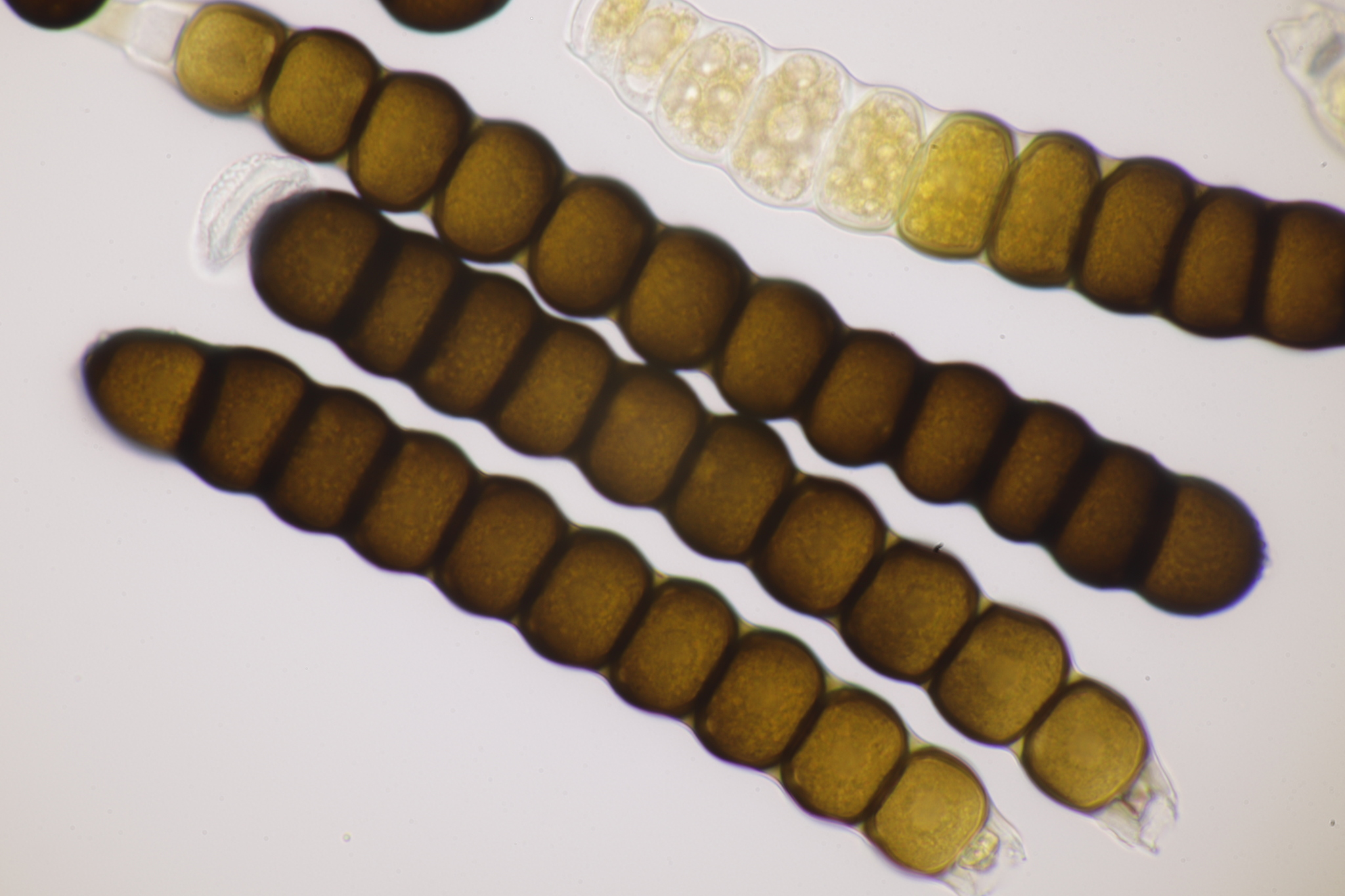
Teliosporen
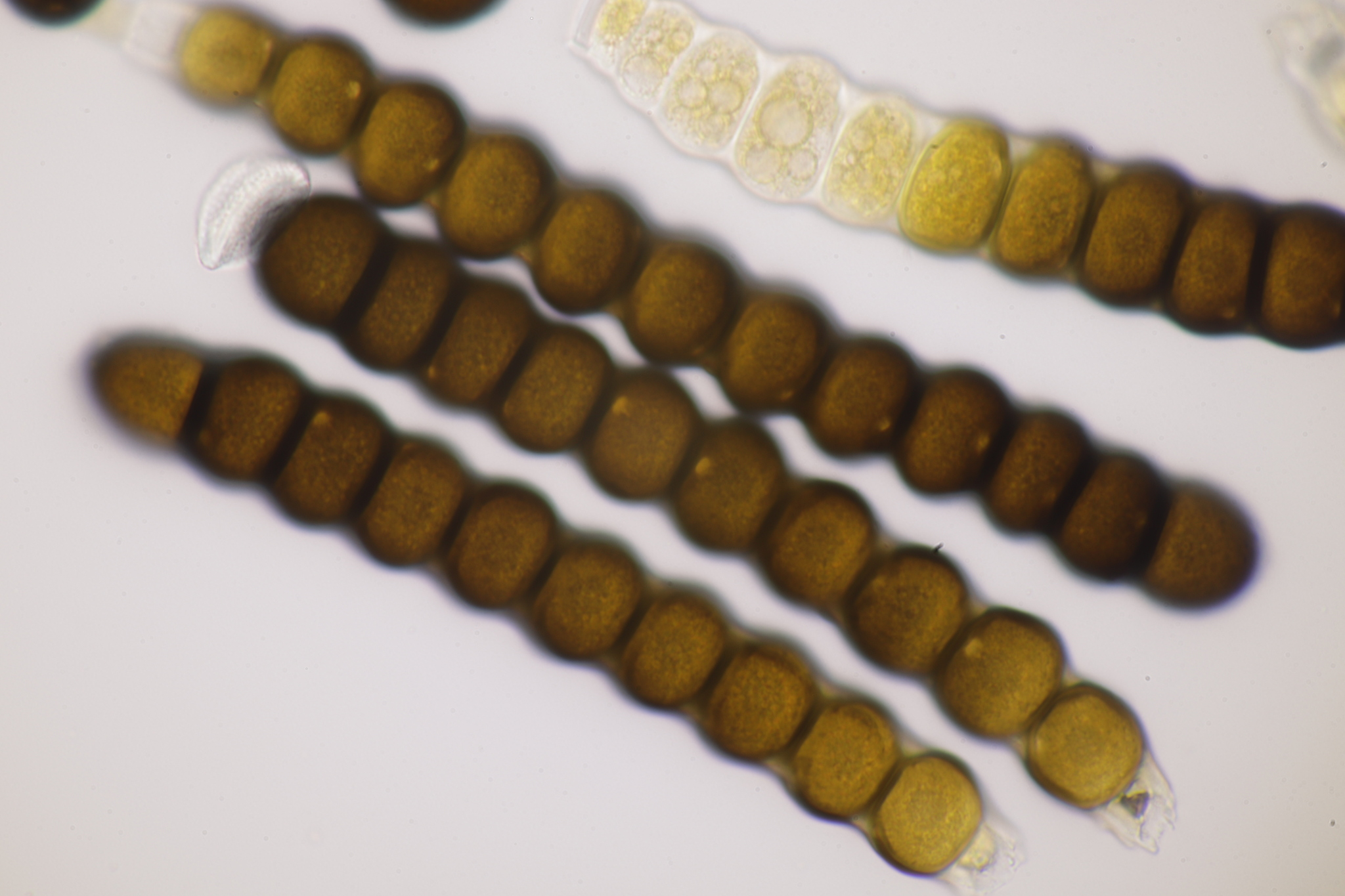
Teliosporewanden